# Castillo de Torrecilla de Valmadrid
La zona arqueológica del castillo de Torrecilla de Valmadrid se encuentra a las afueras del barrio rural de Zaragoza de Torrecilla de Valmadrid.

## Historia
La población de Torrecilla de Valmadrid fue conquistada por Alfonso II de Aragón en 1183 y entregada al señorío eclesiástico, recibiendo carta puebla en 1217 por el arcediano de Teruel y en 1245 por el prepósito de la Seo de Zaragoza al que siguió perteneciendo durante la mayor parte de la Edad Media. al final del siglo XV pasó a la familia de los Torrellas.

## Descripción
Las ruinas de este castillo se encuentran en lo alto de un pequeño cerro de escasa altura en las inmediaciones de la población. Al parecer es de origen musulmán con algunos aditamentos posteriores. Se trata de un recinto cuadrado de mampostería, de unos 20 metros de lado, estando sus muros muy rebajados y con grandes pérdidas de material. en el centro del recinto había una torre rectangular del mismo material que la cerca y de la que únicamente quedan en pie parte de los dos muros más largos.